# Şehzade Mehmed Ziyaeddin
Şehzade Mehmed Ziyaeddin (Idioma turco otomano en turco otomano: شهزادہ محمد ضیاالدین‎; 26 de agosto de 1873-30 de enero de 1938) fue un príncipe otomano, hijo mayor del sultán Mehmed V y su consorte mayor Kamures Kadın.

## Primeros años
Şehzade Mehmed Ziyaeddin nació el 26 de agosto de 1873 en la villa de su padre en Ortaköy. Su padre era Mehmed V, hijo de Abdulmejid I y Gülcemal Kadın, y su madre era Kamures Kadın. Cuando su padre se convirtió en heredero al trono en 1876, tras el ascenso de su hermano mayor, el sultán Abdul Hamid II, la familia se trasladó al apartamento del príncipe heredero ubicado en el Palacio Dolmabahçe.
Su circuncisión tuvo lugar el 17 de diciembre de 1883, junto con Şehzade Mehmed Selim, el hijo mayor del sultán Abdul Hamid II, Şehzade Ibrahim Tevfik, nieto del sultán Abdulmejid I, y Abdulmejid II, Şehzade Mehmed Şevket y Şehzade Mehmed Seyfeddin, hijos de Sultan Abdulaziz.

## Educación y carrera
Entre 1911 y 1912, Ziyaeddin asistió al Coelgio Imperial de Guerra. En febrero de 1916, durante la Primera Guerra Mundial, se desempeñó como brigadier de caballería honorario en el ejército imperial. También se desempeñó como ayudante de campo honorario de su padre, el sultán Reşad.
Después de la muerte del sultán Reşad en 1918, Ziyaeddin se matriculó en la Escuela de Medicina Imperial. Safiye Ünüvar, dice en sus memorias que él solía traerle sus cuadernos y que ella los copiaba limpiamente. También tomó lecciones de álgebra de ella.

## Vida pública
El 2 de septiembre de 1909, Ziyaeddin viajó a Bursa con su padre, el sultán Reşad, y sus hermanos, Şehzade Mahmud Necmeddin y Şehzade Ömer Hilmi. El 13 de junio de 1910, él y sus hermanos recibieron a Şehzade Yusuf Izzeddin en la estación de tren de Sirkeci, cuando venía de su primera visita a Europa.  Entre el 5 y el 26 de junio de 1911, Ziyaeddin viajó a Rumelia con su padre y sus hermanos.
El 11 de noviembre de 1911, viajó a Egipto para encontrarse con el rey del Reino Unido Jorge V y su esposa, la reina María de Teck, y permaneció allí hasta el 29 de noviembre de 1911. Entre el 4 y el 5 de noviembre de 1912, durante las guerras de los Balcanes, visitó el frente de Çatalca. Entre el 10 y el 21 de abril de 1917, durante la Primera Guerra Mundial, visitó el Imperio Alemán.
El 15 de octubre de 1917, se reunió con el emperador alemán Guillermo II, cuando este último visitó Estambul. El 9 de mayo de 1918, también se reunió con el emperador Carlos I de Austria, cuando este último visitó Estambul, con su esposa, la emperatriz Zita de Borbón-Parma.

## Vida personal
La primera esposa de Ziyaeddin fue Perniyan Hanım. Nació el 2 de enero de 1880. Se casaron el 5 de enero de 1898, cuando ella tenía dieciocho años. En 1900 dio a luz a Behiye Sultan. Fue una calígrafa consumada. Cuando el sultán Reşad se dio cuenta de una obra suya, se la mostró a uno de los calígrafos de la época, quien la admiró mucho. Tenía la esperanza de organizar lecciones de caligrafía a través de Sabit Bey, el maestro de túnicas del sultán Reşad, sin embargo, la tradición de la corte resultó ser un obstáculo para sus objetivos, y tuvo que seguir contenta con haberse ganado la admiración del sultán por su trabajo. Más tarde divorciado, Perniyan murió en 1947 a la edad de 67 años.
La segunda esposa de Ziyaeddin fue Ünsiyar Hanım. Nació en 1887. Su madre era Firdevs Hanım. Tenía una hermana, Laverans Hanım. Se casaron el 16 de agosto de 1903, cuando ella tenía dieciséis años. Unos dos años más tarde dio a luz a Dürriye Sultan, en 1905, seguida de Rukiye Sultan en 1906 y Şehzade Mehmed Nazım en 1910. Era una dama inteligente y razonable, y se interesó particularmente en la educación de mujeres reales. Murió en 1934 en Alejandría, Egipto, a los 47 años.
La tercera esposa de Ziyaeddin fue Perizad Hanım. Nació en 1889. Vedat Bey era su prima paterna. Se casaron el 18 de enero de 1907, cuando ella tenía diecisiete años. En 1908 dio a luz a Hayriye Sultan, seguida en 1910 por Lütfiye Sultan. Era conocida en el palacio por su buen carácter y discreción. Murió en el Hospital Francés de Alejandría, Egipto, en 1934, a la edad de 45 años, y fue enterrada en el mausoleo del príncipe Omar Tusun Pasha.
La cuarta esposa de Ziyaeddin fue Melekseyran Hanım. Nació el 23 de septiembre de 1890. Tenía una hermana, Sermelek Hanım. Se casaron en 1911. Al año siguiente, ella dio a luz a Şehzade Ömer Fevzi. Era hermosa pero no había recibido una buena educación. Más tarde divorciada, murió en 1966 a la edad de 66 años. La quinta esposa de Ziyaeddin fue Neşemend Hanım. Se casaron en 1920, después del divorcio de Ziyaeddin de Melekseyran. En 1922 dio a luz a Mihrimah Sultan. Murió en 1934, a los veintinueve años, en Egipto, donde fue enterrada en la ciudad de Helwan.

## Personaje
A Ziyaeddin siempre se le veía con sus excéntricos modos de vestir, paseando con su ropa y sus coloridos zapatos diciéndoles buenos días con los gestos más atrevidos para las damas.
Siempre mantuvo lazos con las clases más pobres y nunca les negó su ayuda de ninguna manera, gastando una parte de sus pequeños ingresos para ayudar a las personas necesitadas de Kadıköy y sus alrededores, así como a Üsküdar. Pagó el entierro de personas indigentes, ayudó económicamente a niñas sin un centavo que iban a casarse, y pidió a sus consortes que le ayudaran a proporcionarles ropa y otros artículos. A principios de cada mes distribuía una asignación a las personas necesitadas del barrio, en la medida de sus posibilidades.

## Vida posterior y muerte
Tras la muerte de su padre, el sultán Mehmed Reşad, el príncipe Ziyaeddin y su familia se trasladaron a su villa ubicada en los prados de Ibrahim Pasha, visitando los palacios de Yıldız y Dolmabahçe solo en festividades importantes y ocasiones oficiales. La villa incluía tres unidades distintas, cada una de tres pisos, de modo que cada esposa y sus hijos pudieran ocupar sus propios cuartos. En total, el séquito del príncipe Ziyaeddin y sus esposas ascendía a treinta y seis personas.
Tras el establecimiento de la República Turca y la abolición del Sultanato Otomano y el Califato Otomano, toda la familia Imperial Otomana se vio obligada a partir al exilio en marzo de 1924. Ziyaeddin y su familia se establecieron en Beirut, Líbano. En 1926, se trasladaron a Alejandría, Egipto. Murió a la edad de 64 años en Alejandría el 30 de enero de 1938 y fue enterrado en el mausoleo del Khedive Tewfik Pasha, El Cairo.